# Łyszkowice (gemeente)
De gemeente Łyszkowice is een landgemeente in het Poolse woiwodschap Łódź, in powiat Łowicki.
De zetel van de gemeente is in Łyszkowice.
Op 30 juni 2004 telde de gemeente 6985 inwoners.

## Oppervlakte gegevens
In 2002 bedroeg de totale oppervlakte van gemeente Łyszkowice 106,9 km², waarvan:
- agrarisch gebied: 78%
- bossen: 16%

De gemeente beslaat 10,83% van de totale oppervlakte van de powiat.

## Demografie
Stand op 30 juni 2004:
| Omschrijving                   | Totaal | Totaal | Vrouwen | Vrouwen | Mannen | Mannen |
| ------------------------------ | ------ | ------ | ------- | ------- | ------ | ------ |
| eenheid                        | aantal | %      | aantal  | %       | aantal | %      |
| inwoners                       | 6985   | 100    | 3532    | 50,6    | 3453   | 49,4   |
| bevolkingsdichtheid (inw./km²) | 65,3   | 65,3   | 33      | 33      | 32,3   | 32,3   |

In 2002 bedroeg het gemiddelde inkomen per inwoner 1209,73 zł.

## Administratieve plaatsen (sołectwo)
Bobiecko, Bobrowa, Czatolin, Gzinka, Kalenice, Kuczków, Łagów, Łyszkowice, Łyszkowice-Kolonia (sołectwa: Łyszkowice-Kolonia I en Łyszkowice-Kolonia II), Nowe Grudze, Polesie, Seligów, Seroki, Stachlew, Stare Grudze, Trzcianka, Uchan Dolny, Uchan Górny, Wrzeczko, Zakulin.

## Aangrenzende gemeenten
Dmosin, Domaniewice, Głowno, Lipce Reymontowskie, Łowicz, Maków, Nieborów, Skierniewice